# Ким, Зоя Викторовна
Зоя Викторовна Ким (1 января 1951 г.род Уштобе, Талды-Курганская область, Казахская ССР, СССР) — советская и корейская казахская театральная актриса

, певица. Заслуженная артистка Республики Казахстан (1996).

## Биография
- Зоя Ким родилась 1 января 1951 года в Уштобе, Талды-Курганская область
- В 1975 году закончила Ленинградский институт водного транспорта, специальность «Инженер-экономист».
- Училась классическому вокалу в классе заслуженного артиста РСФСР, солиста Мариинского театра Л. Шифрина.

Училась эстрадному пению в классе заслуженной артистки РСФСР Л. Архангельской.

## Трудовая деятельность
- С 1981 года - актриса и певица, в дальнейшем заведующая труппой Государственный республиканский академический корейский театр музыкальной комедии
- Работала с известными концертными коллективами г. Ленинграда: диксилендом Д.Голощекина, диксилендом Чебушева-Игнатьева, концертным оркестром заслуженного деятеля искусств РСФСР А.Бадхена, оркестром Ленинградского радио и телевидения п/р заслуженного деятеля искусств РСФСР В.Владимирцова.

## Основные роли на сцене
- Фея — «Инь-Ян» В. Мун, Я. Хан
- Рассказчик — «Память», Л. Сон, С. Ли
- Вол Сун — «Сказание о девушке Чун Хян», Ли Ен Хо
- Мать Сим Чен — «Сказание о Сим Чен», А. Малюченко, Цой Ен Гын
- Чосонская мать — «И увидел Алмазные горы…», С. Ли, А. Малюченко
- Фея цветов — «Дорожка феи в саду», А. Ким
- Королева Су Хель — «Принц трех царств», Д. Накипов
- Исполнила более 20 ролей в различных постановках театра.
- Исполнила более 30 главных музыкальных партий к спектаклям (записи фонограмм и звуковых треков).

## Сольные концерты
- Сольный концерт «Мелодии любви»
- Сольный концерт «Лирика сердец» (совместно с Георгием Соном)
- Сольный концерт «Разноцветная песня»
- Сольный концерт «Судьба моя – Песня»
- Сольный концерт  «Имя моё – Жизнь»

## Работы в кино
- Кинофильм «Шаг», режиссёр А. Митта (1994).
- Сериал «Город мечты» («Алдонгар продакшн», Казахстан, 2009).

## Достижения
- Всесоюзный телевизионный вокальный конкурс молодых исполнителей «Эфир -71»,СССР, г. Ленинград, 1971 г. — Первая премия
- Всероссийский вокальный конкурс молодых исполнителей «Весенний ключ», СССР, г. Ленинград, 1971 г. — Первая премия
- Всероссийский вокальный конкурс молодых исполнителей «Весенний ключ», СССР, г. Ленинград, 1975 г. — Первая премия
- Международный фестиваль искусств, КНДР, г. Пхеньян, 1989 г. — Первая премия
- Международный фестиваль искусств, КНДР, г. Пхеньян, 1990 г. — Первая премия

## Награды
- 1996 — Присвоено почётное звание «Заслуженная артистка Республики Казахстан» (09.12.1996)[1]
- 2002 — Медаль «За трудовое отличие»
- 2011 — Медаль «20 лет независимости Республики Казахстан»
- 2015 — Медаль «20 лет Ассамблеи народа Казахстана»
- 2016 — Медаль «25 лет независимости Республики Казахстан»
- Орден «За заслуги» Международного Союза Оборонных Организаций стран СНГ
- Лауреат Премия Ким Дина
- 2017 — Медаль «Ветеран труда» (Казахстан)[2]